# Aline Lapicque
Pour les articles homonymes, voir Lapicque.
Aline Lapicque, née Aline Perrin le 15 janvier 1899 à Paris où elle est morte le 4 janvier 1991, est une illustratrice et résistante française. Avec son époux Charles Lapicque, elle a caché trois Juifs pendant la Seconde Guerre mondiale. Elle est reconnue Juste parmi les nations.

## Biographie
Aline, Elise, Thérèse, Yseult Perrin, née le 15 janvier 1899 dans le 7e arrondissement de Paris, est la fille du physicien Jean Perrin, prix Nobel de physique, et d'Henriette Duportal.
Elle épouse Charles Lapicque, ingénieur et artiste peintre. Peintre elle-même, elle encourage son mari à se mettre à la peinture à l'huile. Elle peignait d'ailleurs souvent ses toiles au dos des toiles de son mari, Charles Lapicque. Sous le nom d'Aline Lapicque-Perrin, elle est illustratrice, notamment pour des livres d'Henriette Perrin, sa mère : Zozo et Toto (Delagrave, 1927), Pierrot en Angleterre (Delagrave, 1936). Aline et Charles Lapicque ont eu trois fils, Denis, François et Georges, et habitaient à Paris, rue Froidevaux.
Pendant la Seconde Guerre mondiale, Feiga Weisbuch, amie d'Aline Lapicque, est révoquée en 1941 du Centre national de la recherche scientifique à cause des lois raciales du régime de Vichy, et son mari a dû se réfugier en zone sud. Aline Lapicque lui promet qu'elle peut compter sur elle.
Le 16 juillet 1942, Feiga Weisbuch échappe à la rafle du Vélodrome d'Hiver avec son fils Gérard âgé de dix-huit mois, ils se réfugient chez Aline et Charles Lapicque qui les accueillent et les cachent. Les époux Lapicque leur obtiennent des faux papiers grâce à leurs contacts avec la Résistance. Ils en procurent aussi à la sœur de Feiga, Dora Iatka. Mais celle-ci est arrêtée, et déportée à Bergen-Belsen où elle meurt. Les Lapicque aident également d'autres recherchés. Feiga et Gérard Weisbuch peuvent quitter Paris en avril 1944 et se réfugient à la campagne, jusqu'à la Libération.
Aline Lapicque meurt le 4 janvier 1991 dans le 14e arrondissement de Paris,.

## Reconnaissance

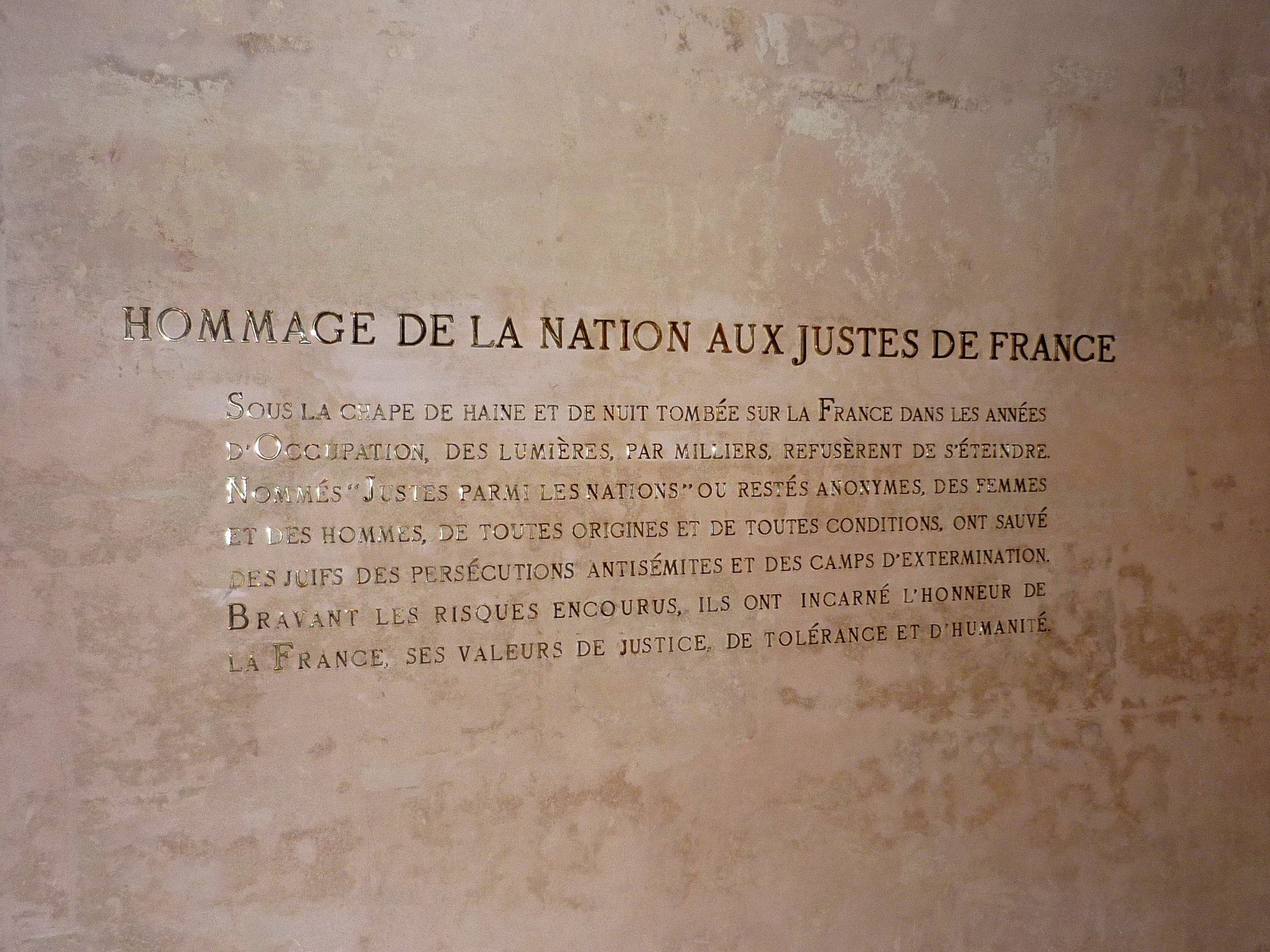
« Hommage de la Nation aux Justes de France », inscription murale au Panthéon.

Aline Lapicque et son époux Charles Lapicque sont reconnus à titre posthume « Justes parmi les nations » par l'institut Yad Vashem le 7 août 2000. La cérémonie de reconnaissance a lieu le 5 juin 2001 au Sénat,.

## Publications
- Zozo et Toto, Delagrave, 1927.
- Pierrot en Angleterre, Delagrave, 1936.